# Hyalinobatrachium chirripoi
Hyalinobatrachium chirripoi é uma espécie de anfíbio da família Centrolenidae. Encontra-se no extremo norte do Equador, noroeste da Colômbia (Chocó e Córdoba oeste e norte da Cordilheira Ocidental), Panamá e Costa Rica, bem como em Honduras. O nome específico chirripoi refere-se aos índios Chirripó que habitavam a área da localidade-tipo, Suretka, no cantão de Talamanca, na Costa Rica. O nome comum Suretka glass frog (em português: Sapo suretka) foi cunhado para ele.

## Descrição
Os adultos medem de 24 a 26 milímetros e fêmeas adultas de 26 a 30 milímetros no comprimento do focinho. O tímpano não é visível. As pontas dos dedos e dos dedos dos pés têm pontas truncadas. Os dedos são palmados, os dedos do pé extensivamente assim. O dorso é verde e coberto de pequenos pontos amarelos. A superfície ventral é transparente, revelando o coração vermelho e o trato digestivo branco e o fígado. A íris é amarelo dourado.

## Habitat e conservação
Os seus habitats naturais são terras baixas úmidas e florestas montanhosas e pastagens abaixo de 600 m (2 000 pé) acima do nível do mar. Também pode ocorrer em habitats degradados, especialmente na Costa Rica. Os adultos são encontrados em arbustos e árvores ao longo dos riachos da floresta. Os ovos são colocados na parte inferior das folhas lisas salientes. Após a eclosão, os girinos caem na água abaixo.
O hialinobatrachium chirripoi é comum em partes do seu alcance. Pode ser localmente ameaçado pela perda de habitat causada pelo aumento do cultivo agrícola e extração madeireira. Seu alcance se sobrepõe a várias áreas protegidas na Colômbia, Panamá e Costa Rica.